# Pukkisaari (ö i Södra Savolax, S:t Michel, lat 62,01, long 26,91)
Pukkisaari är en ö i Finland. Den ligger i sjön Soukkio och i kommunen Kangasniemi i den ekonomiska regionen  S:t Michel och landskapet Södra Savolax, i den södra delen av landet, 230 km nordost om huvudstaden Helsingfors. Öns area är 8,1 hektar och dess största längd är 0,5 kilometer i nord-sydlig riktning.